# Estero Ingenio (Limarí)
El río Ingenio o estero Ingenio: 279  es un curso natural de agua que nace en la cordillera de la Costa en la Región de Coquimbo y fluye en dirección general sur hasta desembocar en el río Limarí aguas abajo de la ciudad de Ovalle.: 1 

## Caudal y régimen
En su informe hidrológico, la Dirección General de Aguas lo considera de poco caudal.: 1  Dado que su hoya hidrográfica no tiene nieve ni hielos se le asigna un régimen pluvial en que los mayores caudales ocurren en los meses de invierno, entre julio y septiembre y los caudales más bajos entre diciembre y marzo.

## Historia
Francisco Solano Asta-Buruaga y Cienfuegos escribió en 1899 en su obra póstuma Diccionario Geográfico de la República de Chile sobre el río:
Ingenio (Quebrada del).-—Depresión ó abertura de terreno entre la serranía del departamento de Ovalle hacia el N. de su capital, que forma el cauce de una pequeña corriente de agua que desde la inmediación del lado austral de la cuesta de las Cardas se dirige hacia el SO. y va á caer en la derecha del río Limarí á unos 12 ó 14 kilómetros al O. de la misma capital. Pasa á lo largo de su curso por cortos y estrechos vallecillos cultivables, de los cuales en el más inmediato y más directamente al N. de la indicada ciudad de Ovalle, se encontraba, desde algunos años atrás, un establecimiento ó ingenio para beneficiar minerales, de lo que le viene su principal denominación.